# Fekete (heraldika)
Névváltozatok: roh ['feketés, rőt'] (TESz III. 430.), ater, obater, niger, obniger, subniger, coracinus, pullus, fuscus (NySz I. 790.), igen fekete: perniger, fekete festék: atramentum (C; NySz I. 790.), feketés: infuscus, subniger (PPB.; NySz I. 791.), Holló-szín: color coracinus (Nom² 227., NySz I. 1476.)

en: sable, de: schwarz, la: atrus, niger, sabuleus, sabularius

Rövidítések

A fekete a színek közé tartozó heraldikai színezék. 
A feketét gyakran összetévesztik az ezüsttel, ha olyan címerekről van szó, melyeknél valódi ezüstöt használtak a színezésre. Az ezüst ugyanis idővel megfeketedik.

## A szó etimológiája
A fekete szín a heraldikában valószínűleg valamilyen sötét prémre, nevezetesen a cobolyra megy vissza. Erre utal a fekete francia és angol (sable), német heraldikai elnevezése. A német Zobel (cobolyprém) a középkori trubadúroknál a fekete szín neve volt. Ez arra utal, hogy eredetileg sötét prémet erősítettek a pajzsra, majd ebből lett a fekete szín. A magyarban az Apor Péternél előforduló nyuszt és a 'feketés, rőt' értelmű roh szó vonható ide.

## A fekete szimbolikája
A holt heraldika korában különféle jelentéstartalmakat igyekeztek a feketéhez kapcsolni. A színek között ezt tartották a legkevésbé előkelőnek. Prinsaultnál a gyász és gazdagság jelképe volt. Egyes misztikus filozófusoknál (Johannes Tauler, 1300 k. – 1361) a fekete szín az érzékeknek felel meg. A Spener által említett Heraldus Britannus nevű középkori herold a mauro elnevezést használta a feketére. 
A fekete a szimbolikában a halál, bánat és gonoszság színe. A népi képzet feketének tartja az ördögöt. Európában a fekete ruha, lobogó, fátyol, karszalag stb. a gyász jele.

## A fekete előállítása
A feketéhez koromalapú festékeket használtak. Az árnyékolására aranyat vagy ezüstöt alkalmaztak. A legjobb fekete festékek a kanóc- és a lámpakormok voltak. Olyan kemencében készítették, melynek jól
záródott az ajtaja felül pedig nagy négyszögű nyílással volt ellátva.
Efölé kúp alakú zsákot akasztotttak valamilyen puha, de elég erős
anyagból. A kemencében szénben, gyantában, kátrányban gazdag fát és
más anyagokat, tüzeltek és hamvasztottak el. A levegő megvonásával
sok füst és korom keletkezett, melyet a kosárról időnként le kellett
rázni. Ezt aztán lenolajból főzött firnásszal keverték el. A másik a
hollófekete vagy hollóezüst, mely grafitalapú krém volt. A szürkésen
barnás árnyalatot tryginonnak nevezték. Már az ókori athéni festők,
Polygnótosz és Mikón is készítette a szárított szőlőélesztő
elégetésével, melyet aztán enyvvel kevertek.